# Zygmunt William Birnbaum
Zygmunt William (Bill) Birnbaum (Leopoli, 18 ottobre 1903 – Seattle, 15 dicembre 2000) è stato un matematico e statistico polacco naturalizzato statunitense, per 35 anni docente di matematica e statistica all'Università di Washington.
Diede significativi contributi tra l'altro all'analisi complessa e funzionale, alle diseguaglianze probabilistiche, alla statistica non parametrica. Porta il suo nome la variabile casuale di Birnbaum-Saunders.
Fu Fellow dell'Institute of Mathematical Statistics, dell'American Statistical Association e membro dell'Istituto Internazionale di Statistica.
Assieme a Eugene Lukacs fondò agli inizi degli anni '60 la Academic Press Series in Probability and Statistics.
Nel 1984 gli è stato assegnato il Premio Samuel S. Wilks dell'American Statistical Association.

## Scritti
- A new family of life distributions, 1969, coautore S. C. Saunders
- Estimation for a family of life distributions with applications to fatigue, 1969, coautore S. C. Saunders